# La pecadora sin pecado
La pecadora sin pecado (título original en italiano: La peccatrice senza peccato) es una película muda de 1922 dirigida por Augusto Genina en la que intervine el actor español Bonaventura Ibáñez.

## Argumento
Antes de contraer matrimonio, una joven concibe un hijo con un hombre que no puede casarse con ella. Su posición social y su negativa a confesar su pecado ponen a la mujer en una posición insoportable frente a su marido, especialmente cuando el hijo, ya crecido, comienza a despertar sospechas debido a la asiduidad con la que trata a la madre, todavía joven y hermosa.